# Athous subfuscus
Athous subfuscus är en skalbaggsart som först beskrevs av Müller 1764.  Athous subfuscus ingår i släktet Athous, och familjen knäppare. Arten är reproducerande i Sverige.